# Mahmud Aleuy
Mahmud Segundo Aleuy Peña y Lillo (Valdivia, 17 de marzo de 1959) es un ingeniero comercial y político chileno. Militante socialista, se desenvolvió como subsecretario de Michelle Bachelet en dos oportunidades; la primera en la cartera de Desarrollo Regional y Administrativo en su primer gobierno (2008-2009), y la segunda como subsecretario del Interior del segundo gobierno de Bachelet, desde 2014.

## Biografía
Es ingeniero comercial de la Uniacc, y anteriormente había realizado estudios de ingeniería civil en la Universidad de Chile, los cuales no finalizó.
Durante los años 1980 militó en la Izquierda Cristiana, y posteriormente se inscribió en el Partido Socialista. Fue asesor en varios ministerios durante los gobiernos de la Concertación, en Obras Públicas (1991-1994), Planificación (1995-1997), e Interior (2003-2006). También fue presidente del directorio de la Empresa Periodística La Nación S.A.
En 2008 fue designado subsecretario de Desarrollo Regional por la presidenta Michelle Bachelet, cargo que asumió el 22 de diciembre. Renunció el 15 de diciembre de 2009.

### Subsecretario del Interior

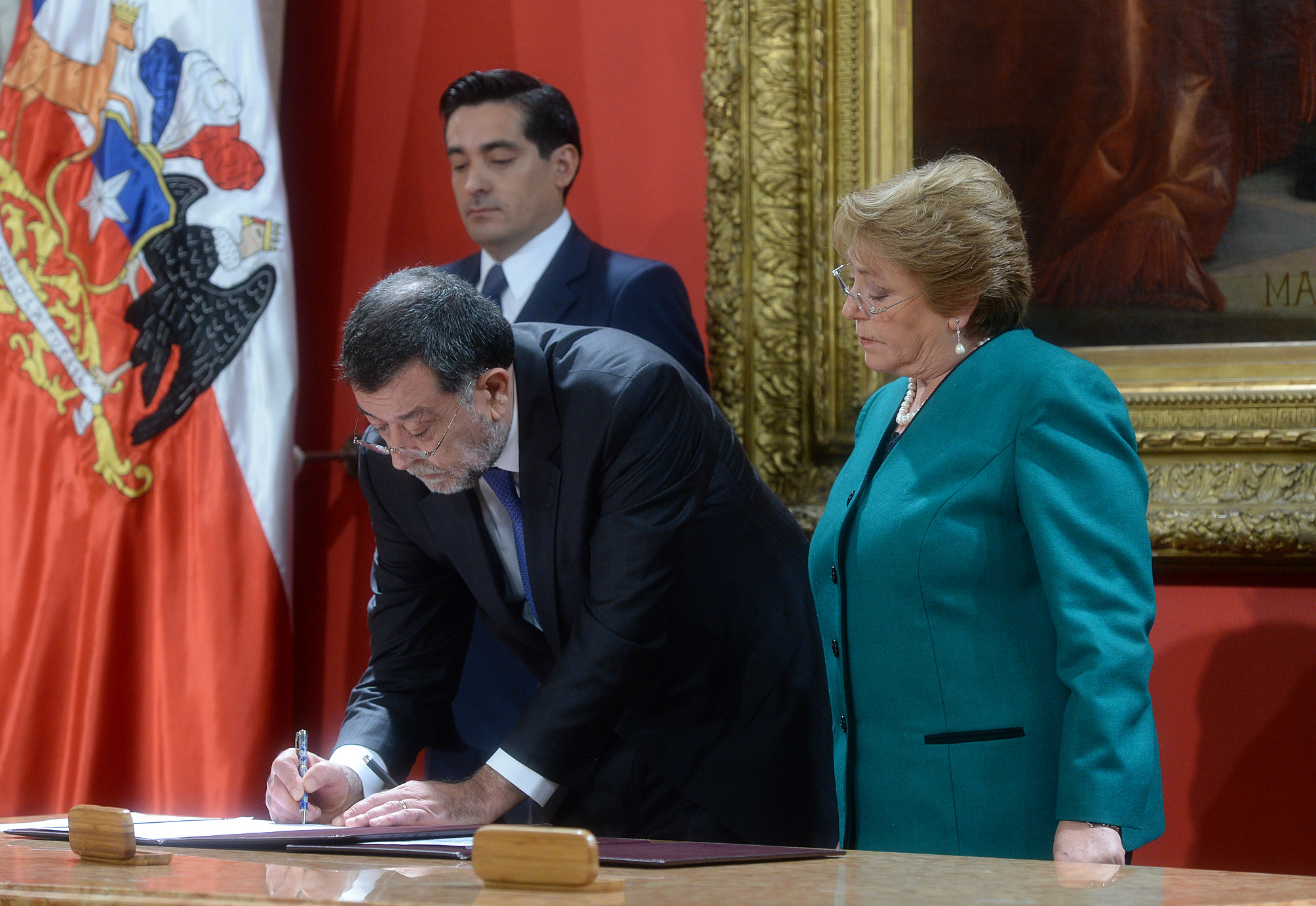
Aleuy (al centro) firmando un decreto en mayo de 2015, junto a la presidenta Michelle Bachelet y al ministro Rodrigo Peñailillo.

En enero de 2014, fue nominado como subsecretario del Interior por la presidenta electa Michelle Bachelet, cargo que asumió el 7 de marzo de ese año —siendo nombrado oficialmente por el presidente Sebastián Piñera—, a cuatro días de que se instalara el segundo gobierno de Bachelet, para preparar el cambio de mando.
Durante su gestión tuvo desavenencias con los ministros del Interior Jorge Burgos, por las medidas tomadas durante un paro de camioneros en agosto de 2015, y Mario Fernández, por el manejo del conflicto en la Araucanía, por lo que estuvo a punto de renunciar en octubre de 2017. Aleuy fue ampliamente criticado por su apoyo a Carabineros durante la llamada «Operación Huracán», donde hubo irregularidades en la evidencia recabada por la policía para acusar a miembros de la etnia mapuche por actos de violencia.

### Activades posteriores
El 27 de julio de 2018, a cuatro meses de terminar su rol como subsecretario del Interior, decidió incursionar en el mundo privado. Constituyó en una notaría del centro de Santiago la sociedad “Inversiones y Servicios Profesionales Ale”.